# جمال الجلاوي
جمال هاضل الجلاوي (مواليد 1968)؛ سياسي كويتي، وزير العدل ووزير دولة لتعزيز النزاهة خلال الفترة 28 ديسمبر 2021 حتى 16 أكتوبر 2022 ووزير الأوقاف والشؤون الإسلامية خلال الفترة 1 أغسطس 2022 حتى 16 أكتوبر 2022.

## المناصب والخبرات العلمية
ومن أبرز مناصب والخبرات العلمية:
- يحمل درجة الماجستير في القانون.
- عمل في الفتوى والتشريع (محامي دولة) بدرجة مستشار وعمل في قطاع الاستئناف والتمييز الإداري والمحكمة الدستورية 2017/1995.
- محاضر في الهيئة العامة للتعليم التطبيقي.
- من مؤلفاته الموسوعة القضائية في القضاء الإداري (18 جزء)
- مدير عام للإدارة العامة للجمارك بدرجة وكيل وزارة.
- عضو مجلس إدارة الهيئة العامة للصناعة.
- عضو مجلس إدارة المؤسسة العامة للموانئ.
- عضو اللجنة الوطنية لمكافحة غسل الأموال وتمويل الإرهاب.
- عضو لجنة تحسين بيئة الأعمال.
- عضو اللجنة الوطنية للطيران المدني.
- تولى رئاسة العديد من اللجان الهامة سواء لجان تقصي الحقائق أو لجان تحقيق بقرارات من مجلس الوزراء.
- تولى مباشرة العديد من القضايا الهامة سواء تلك التي كانت رفعت من الدولة أو عليها، وأبرزها مهمة تطبيق أحكام القانون رقم 74 لسنة 2020 في شأن تنظيم التركيبة السكانية لإصدار اللائحة التنفيذية.
- صدور مرسوم أميري بتاريخ 28 ديسمبر 2022 بتعيينه وزيرًا للعدل ووزير الدولة لشؤون تعزيز النزاهة.
- عضو في مجلس الخدمة المدنية بتاريخ 25 يناير 2022.
- عضو في لجنة المجلس الأعلى للتخصيص بتاريخ 25 يناير 2022.
- صدر مرسوم أميري بتاريخ 1 أغسطس 2022 بتعيينه وزيرًا للعدل ووزير الدولة لشؤون تعزيز النزاهة ووزير الأوقاف والشؤون الإسلامية وشغل المنصب حتى 16 أكتوبر 2022.